# Jorge Miranda
Jorge Héctor Miranda (ciudad de Buenos Aires, 25 de marzo de 1946) es un exfutbolista argentino. Se desempeñaba como delantero y su primer equipo fue Racing Club.

## Trayectoria

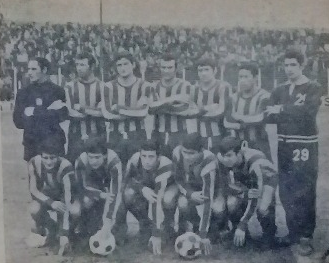
Rosario Central en 1968. Parados: Edgardo Andrada, Carlos Griguol, José Mesiano, Otto Sesana, José Jorge González, Daniel Carnevali; hincados: Jorge Miranda, Ricardo Palma, Aldo Poy, Roberto Gramajo, Alberto Gómez.

Su debut como profesional se produjo el 6 de octubre de 1963, en el partido válido por la 20.ª jornada del Campeonato de Primera División ante San Lorenzo de Almagro, derrota racinguista 0-1. Este fue su único cotejo para el cuadro de Avellaneda, siendo transferido en 1964 a Platense. El calamar se encontraba disputando el Campeonato de Primera B; logró conseguir el ascenso al círculo máximo tras obtener el segundo cupo que otorgaba la competencia imponiéndose en un pentagonal a All Boys, Almagro, Deportivo Español y Nueva Chicago. Asentado como titular, formó parte de la buena campaña de Platense en el Campeonato Metropolitano 1967, cayendo en semifinales ante Estudiantes de La Plata, futuro campeón del torneo.
Sus buenas actuaciones atrajeron la atención de Rosario Central, club que lo fichó en 1968. Su debut se produjo en la 5.ª fecha del Metropolitano, con victoria centralista 1-0 sobre Quilmes. Vistió la casaca auriazul en nueve oportunidades y marcó dos goles: el primero en el clásico rosarino frente a Newell's Old Boys el 13 de abril (1-1) y el restante versus Tigre el 7 de julio (4-0). Retornó a Platense al año siguiente, manteniéndose hasta 1971, temporada en la que el marrón perdió la categoría. Tuvo luego un paso por Aldosivi en 1973, equipo con el que se coronó campeón de la Liga Marplatense, accediendo al Campeonato Nacional 1974.

## Palmarés

### Títulos nacionales
| Equipo   | País      | Título                     | Año  |
| -------- | --------- | -------------------------- | ---- |
| Platense | Argentina | Ascenso a Primera División | 1964 |

### Títulos regionales
| Equipo   | País      | Título           | Año  |
| -------- | --------- | ---------------- | ---- |
| Aldosivi | Argentina | Liga Marplatense | 1973 |